# Ентеровирус
Ентеровирус е род РНК вируси от семейство Picornaviridae.
Представителите на рода се разпостраняват по фекално-орален механизъм чрез пряк контакт със слюнка или фецес на инфектирани лица. Предизвикват както асимптомни инфекции, така и широк спектър клинични прояви, най-често срещаните от които са болестта Ръка, крак, уста и херпангина.
Eнтеровирус EV71 може да причини неврологични усложнения, ако след няколко дни се развие като ромбенцефалит. ЕV71 може да бъде и смъртоносен. В България през 1975 г. заболяват 700 души, от които 44 завършват с фатален край.